# الخازندار (الدقهلية)
قرية الخازندار هي إحدى القرى التابعة لمركز بلقاس في محافظة الدقهلية في جمهورية مصر العربية. كانت القرية تتبع مركز نبروه، وبسبب قربها تتبع القرية مركز بلقاس أمنيا منذ عام 2007 إذ يفصل بينهما شارع واحد فقط.
حسب إحصاءات سنة 2006، بلغ إجمالي السكان في الخازندار 4305 نسمة، منهم 2088 رجل و2217 امرأة. يعمل معظمهم في الزراعة معتمدين على مياه النيل في الري الذي يصلهم عبر قناة مائية.
بالقرية مدرستان، إحداهما ابتدائية والأخرى إعدادية مشتركة. أما خدماتهم الطبية فتقتصر على وحدة صحية. ولحاجتهم لمزيد من العلاج والدراسة في المدارس الثانوية فتوفرها لهم بلقاس. كما استكملت محافظة الدقهلية مشروع توصيل مياه الشرب والصرف الصحي بالقرية بمبلغ 120,000 جنيه مصري.